# Niphona batesi
Niphona batesi là một loài bọ cánh cứng trong họ Cerambycidae.